# ナンダ
ナンダ（南蛇、学名：Ptyas mucosa）は、ナミヘビ科ナンダ属に分類されるヘビ。

## 分布
アフガニスタン、イラン、インド、インドネシア（ジャワ島、スマトラ島）、カンボジア、タイ、中国南部、台湾、トルクメニスタン、ネパール、パキスタン、バングラデシュ、ベトナム、マレーシア（マレー半島）、ミャンマー、ラオス

## 形態
最大全長320cm。体色は黒や褐色。下半身や尾には不鮮明な横縞が入り、尾では網目状の斑紋になることもある。
眼は大型で、視覚は優れている。上下の唇にある鱗（上唇板、下唇板）の間は黒い。

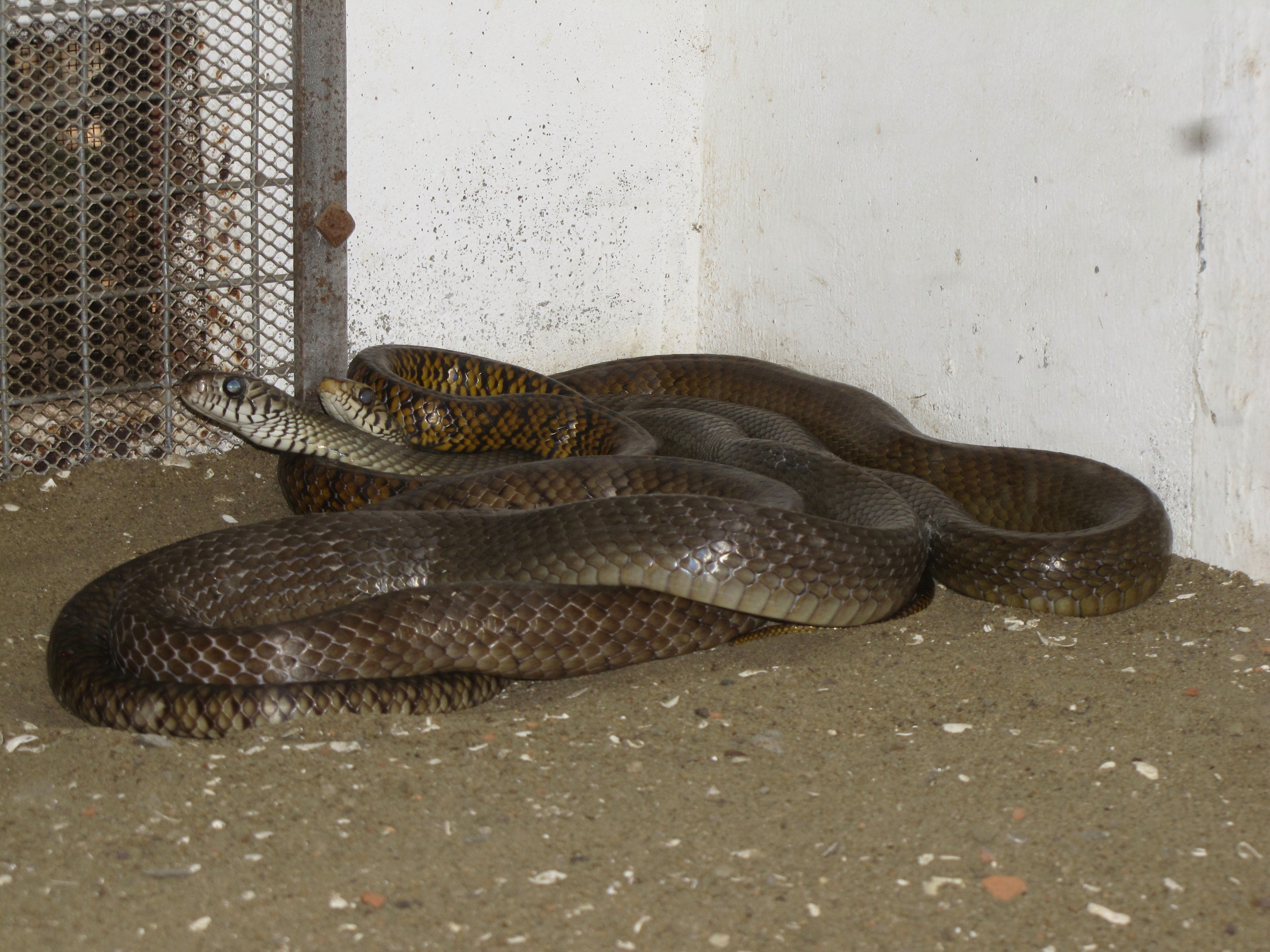
形態

## 生態
草原や森林、農耕地など様々な環境に生息する。餌となるネズミが繁殖している都市部でもよく見られる。地表棲。昼行性。外敵に襲われると素早く逃げるが、気性は荒い。
食性は幅広く、両生類、爬虫類、鳥類、小型哺乳類など様々な脊椎動物を捕食する。獲物は締め殺さず押さえつけながら食べる。
繁殖形態は卵生で、1回に6-14個の卵を産む。

## 人間との関係
中国では食用とされることもある。調理法としては唐揚げ等がある。食用の乱獲のため、生息数は激減している。
ペットとして飼育されることもあり、日本にも輸入されている。主に野生個体が流通し、生息地では保護されているため、流通量は少ない。性質は神経質で荒く、ハンドリング等には向かない。よく食べ、よく糞を出す。飼育は難しくない。